# Ран Аунг
Ран Аунг (*бірм. မင်းရန်အောင်; 1485 — 1494) — 6-й володар М'яу-У з січня до липня 1494 року. У бенгальців  відомий як Нурі-шах.

## Життєпис
Син Мін Дольї, володаря М'яу-У. Народився 1485 року. 1492 року його батько раптово загинув, а трон перейшов до родича Ба Сонйо. 1494 року після смерті останнього влада перейшла до Ран Аунга. Міністри також одружили хлопчика-царя з Со Шін Со, донькою Ба Сонйо.
Оскільки він був дитиною влада перебувала в міністрів. При цьому доручив будівництво пагоди Хтупайон на півночі столиці Мраук-У. Але в червні з примхи Ран Аунг наказав втоптив одного з міністрів у колодязі. Занепокоєні нестабільною поведінкою та власною безпекою, решта міністрів у липні того ж року влаштували змову, повалили правителя, якого невдовзі було обезголовено. Трон перейшов до його вуйка Салінгату.